# آلانا بودين
ألانا إيفي بودن (بالإنجليزية: Alana Evie Boden)‏، هي ممثلة من المملكة المتحدة، ولدت في 14 يناير 1997 في سري في إنجلترا.

## روابط خارجية
- آلانا بودين على موقع IMDb (الإنجليزية)
- آلانا بودين على موقع ميتاكريتيك (الإنجليزية)
- آلانا بودين على موقع روتن توميتوز (الإنجليزية)
- آلانا بودين على موقع قاعدة بيانات الأفلام العربية
- آلانا بودين على موقع ألو سيني (الفرنسية)
- آلانا بودين على موقع أول موفي (الإنجليزية)
- آلانا بودين على موقع قاعدة بيانات الفيلم (الإنجليزية)
- آلانا بودين على موقع كينوبويسك (الروسية)